# Hermanitas Bodmer
Las hermanitas Bodmer son dos santas populares de la ciudad de Bogotá, en Colombia.

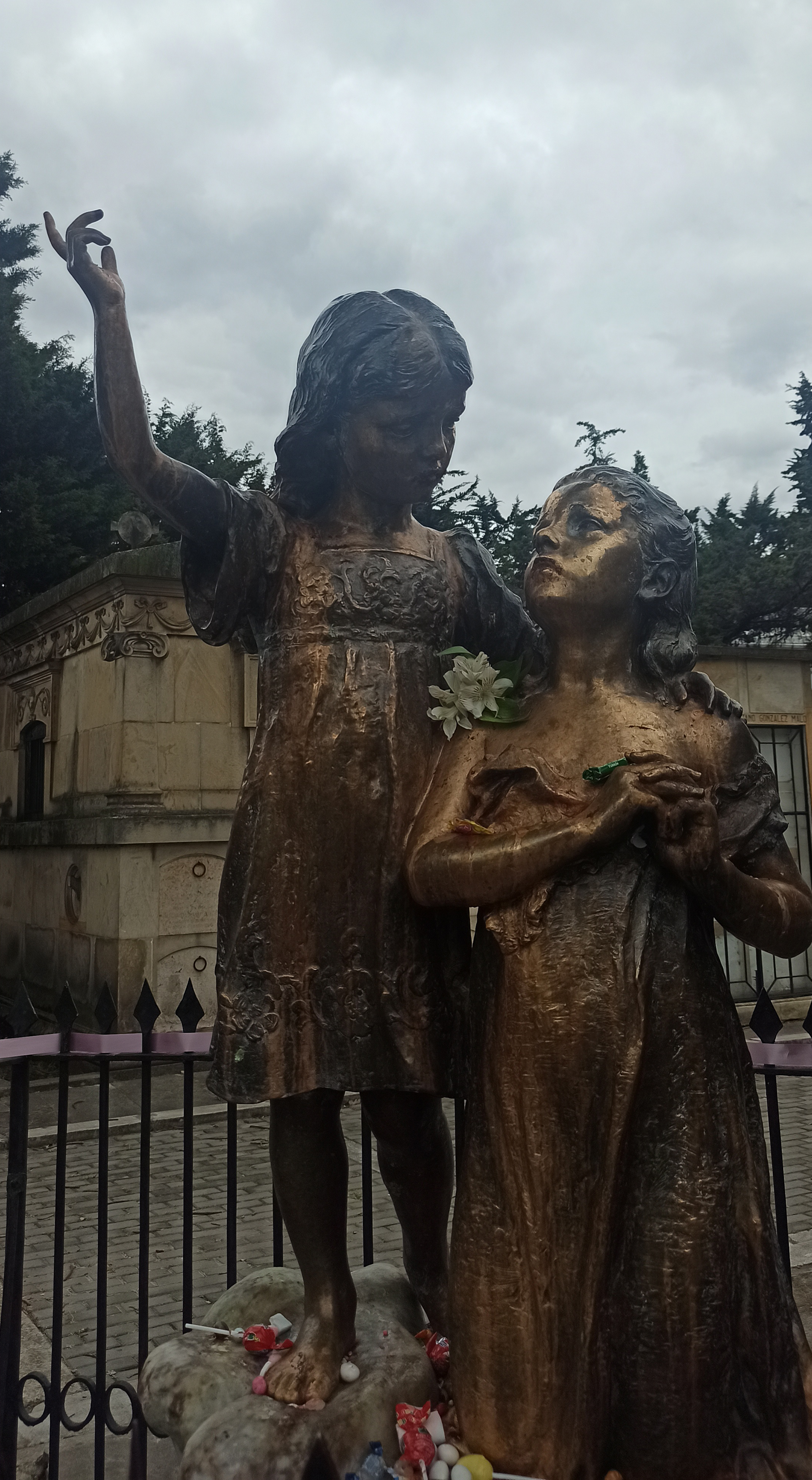
Tumba de las hermanitas Bodmer en Bogotá

## Historia
En el Cementerio Central de Bogotá hay dos estatuas, elaboradas por el taller de fundación Malesset, que representan a dos niñas pequeñas: las hermanas Bodmer. Sus nombres eran Elvira y Victoria, eran de origen suizo o francés y vivieron en Bogotá a finales del siglo XIX. Las estatuas representan a ambas niñas, una se encuentra arodillada y la otra señala al cielo con una de sus manos. La más pequeña, que es quien señala al cielo, mira a su hermana con tranquilidad. La otra, por su parte, dirige su mirada hacia donde su hermana pequeña apunta con el dedo. En el conjunto también están enterradas las otras dos hijas de la familia, Benita y Matilde, quienes murieron en 1894 y 1914 respectivamente.
Según los datos, ambas murieron en 1903 aún siendo niñas y con poco tiempo de diferencia entre sus decesos. Según la tradición popular, murieron quemadas o por una extraña enfermedad.
En determinado momento, una madre con un hijo enfermo se aceró a las esculturas para pedirles salud para su hijo y, desde entonces, la tradición de pedirles a las hermanitas Bodmer salud y protección para los niños se ha instaurado como creencia popular. Muchas madres y mujeres embarazadas visitan la tumba diariamente para dejarles dulces, flores y juguetes a las niñas. Se cree que, al haber muerto a temprana edad, sus almas puras y, por lo tanto, más aptas para interceder ante Dios en favor de quienes las veneran.